# Butlins Grand Masters
Das Butlins Grand Masters (Butlin’s Masters) war ein von der British Darts Organisation (BDO) und World Darts Federation (WDF) organisiertes, zweitägiges Dartsturnier, das zwischen 1977 und 1986 in Birmingham – zunächst in der Sutton Coldfield Town Hall (Royal Sutton Coldfield), anschließend im damals größten Pub Europas, The Swan (Yardley), und schließlich im King’s Cabaret Theatre – ausgetragen wurde. Rekordsieger der Veranstaltung ist der Engländer Eric Bristow mit fünf Siegen bei insgesamt neun Austragungen.

## Austragungen
| Jahr | Sieger           | Resultat | Finalist        |
| ---- | ---------------- | -------- | --------------- |
| 1977 | John Lowe        | 5:4      | Eric Bristow    |
| 1978 | Leighton Rees    | 5:2      | John Lowe       |
| 1979 | Bobby George (1) | ?        | Bill Lennard    |
| 1980 | Bobby George (2) | ?        | Leighton Rees   |
| 1981 | Eric Bristow (1) | ?        | John Lowe       |
| 1982 | Eric Bristow (2) | ?        | Cliff Lazarenko |
| 1983 | Eric Bristow (3) | 5:1      | Jocky Wilson    |
| 1984 | Mike Gregory     | 5:3      | Bob Anderson    |
| 1985 | Eric Bristow (4) | 5:3      | Terry O’Dea     |
| 1986 | Eric Bristow (5) | ?        | Bob Sinnaeve    |